# Okrožno sodišče v Krškem
Okrožno sodišče v Krškem je okrožno sodišče Republike Slovenije s sedežem v Krškem, ki spada pod Višje sodišče v Ljubljani. Trenutna predsednica sodišča je Branka Drozg, okrožna sodnica.
Pod to okrožno sodišče spadajo naslednja okrajna sodišča:
- Okrajno sodišče v Brežicah
- Okrajno sodišče v Krškem
- Okrajno sodišče v Sevnici